# Szachownica ofiarowana Zygmuntowi III Wazie
Szachownica ofiarowana Zygmuntowi III – pochodząca z początku XVII wieku, bogato zdobiona szachownica złożona w darze królowi przez podskarbiego litewskiego Hieronima Wołłowicza.

## Historia
Hieronim Wołłowicz zapewne od młodych lat przebywał na dworze królewskim. Niektóre źródła historyczne podają, że jeździł z Zygmuntem III do Szwecji i „wszystkich trudów jego i niebezpieczeństw był nierozdzielnym towarzyszem”. O tym, że Wołłowicz mógł być częstym partnerem do gry w szachy dla króla, świadczy dedykacja, którą darczyńca umieścił po bokach szachownicy: HAEC TIBI MILITAE SIMULACRA PEDESTRIS EQUESTRIS OFFERO PRO MERITIS VIR GENEROSE TUIS SAEPIVS HIS ANIMVM RECREATQ[UE] TVIQ[UE] CLIENTIS H[IERONIMI] V[OŁOVICZ] S[UBTESAURARII] IN[STIGATORIS] G[ENERALIS] L[ITUANIAE] QVOTIES LVSERIS ES T[UNC] [ME]MOR ANNO 160[8]. W tłumaczeniu fragment ten brzmi: „Te wojskowe posążki piechoty i konnicy ofiarowuję tobie mężu szlachetny za twoje zasługi, często odświeżaj nimi umysł swój i twojego poddanego Hieronima Wołłowicza podskarbiego [i] instygatora wielkiego litewskiego. Ilekroć zagrasz, wówczas wspomnij. Anno 160[8]”.
Losy szachownicy po śmierci monarchy nie są do końca znane. W XIX wieku znajdowała się w zbiorach niemieckich. Świadczy o tym fragment naklejonej na odwrocie kartki z napisem gotykiem po niemiecku, stwierdzającym, że jest to dar Hieronima Wołłowicza dla króla Zygmunta III, oraz z datą 1608. Następnie trafiła do zbiorów kolekcjonera Tadeusza Wierzejskiego, a w 1928 roku do zbiorów wawelskich jako dar Towarzystwa Przyjaciół Wawelu. W 1939 roku szachownica, wraz z najcenniejszymi zabytkami została ewakuowana do Kanady. Powróciła do muzeum w 1959 roku. Stanowi cenny zabytek, który świadczy o kulturze dworu Zygmunta III Wazy.
Szachownica prezentowana na wystawie „Nowy Skarbiec Koronny” stała się centralnym obiektem w sali wystawowej nazwanej Kunstkamerą oraz inspiracją dla aranżacji jej przestrzeni.

## Opis

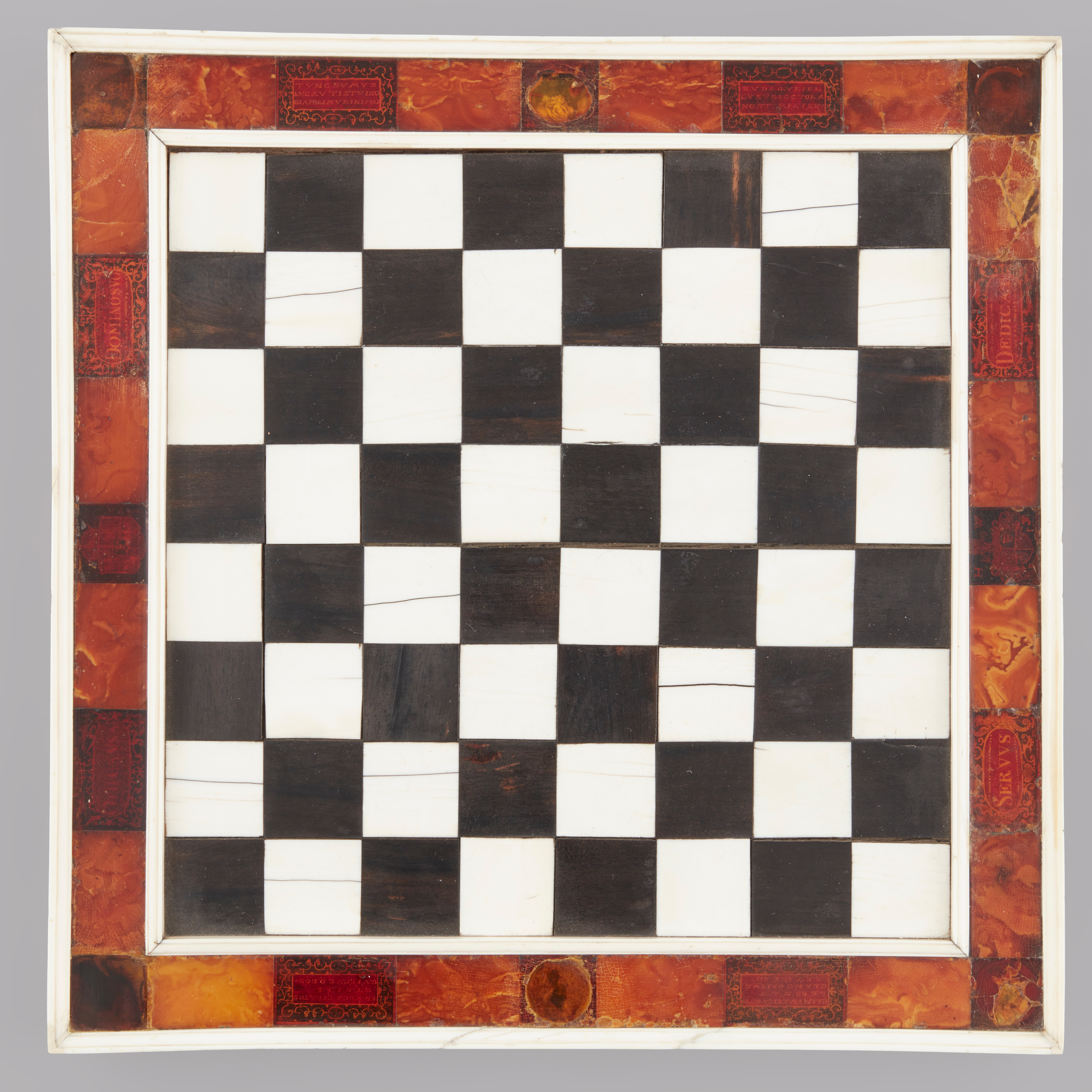
Widok szachownicy z góry

Środkowe pole szachownicy zostało wyłożone hebanem i kością słoniową. Po bokach, między dwoma listewkami z kości słoniowej, znajdują się płytki wykonane z bursztynu. Tam kryją się napisy i herby, m.in. Zygmunta III Wazy oraz darczyńcy, czyli Hieronima Wołłowicza, a także dedykacja dla króla.
Jedną z wyróżniających cech zdobienia szachownicy są motywy nawiązujące do antycznych i klasycyzujących utworów oraz przedstawień dotyczących gry w szachy. Według Marii Bernasikowej uszkodzona, niezachowana w pełni dekoracja figuralna to przedstawienie nimfy Scacchidy z poematu Marca Gerolama Vidy. Poemat traktuje o pierwszej rozgrywce szachowej, która miała miejsce na Olimpie, po uczcie weselnej Oceana z Ziemią w obecności wszystkich bogów olimpijskich. Po szczęśliwym zwycięstwie Merkurego nad Apollinem, Jowisz postanowił nauczyć ludzi gry w szachy. Wykonanie tego zadania polecił nimfie Scacchidzie, najpiękniejszej z Seriad żyjących w rzece Serii, oraz jej towarzyszkom; w tym też celu ofiarował jej wykładaną złotem i srebrem szachownicę oraz bierki. Utwór ten sparafrazował Jan Kochanowski w opublikowanym w latach 1562–1566 poemacie Szachy.
Innym nawiązaniem do klasyki jest cytat z III księgi poematu Artis amatoriae Owidiusza, który umieszczono w bocznych pasach szachownicy, pod przezroczystymi płytkami z bursztynu. Słowa wydrapano na folii srebrnej pokrytej farbą. Przytoczony fragment jest poświęcony omówieniu znaczenia gier rozrywkowych w życiu człowieka. Napis umieszczony na szachownicy głosi: TVNC SVMVS | INCAVTI STUDIOQ(VE) | APERIMUR IN IPSO || NVNDAQVE PER | LVSVS PECTORA | NOSTRA PATENT || CRIMINA DICVNTVR | RESONAT | CLANGORIBUS | AETHER || INVOCAT IRATOS | ET SIBI | QVISQVE DEOS ||,  w tłumaczeniu: „Grając stajemy się nieodpowiedzialni za czyny, odsłaniają się nasze charaktery, poprzez grę dusza nasza się obnaża. Czyni się sobie wyrzuty, krzyki przeszywają powietrze, każdy wzywa dla siebie zagniewanych bogów”.